# Alfred Hamerlinck
Alfred Hamerlinck (Assenede, 27 de septiembre de 1905 - Gante, 10 de julio de 1993) era un ciclista belga que fue profesional entre 1927 y 1936. 
Durante su carrera deportiva consiguió más de 50 victorias, destacando dos etapas al Tour de Francia y el Gran Premio Wolber de 1929.

## Palmarés
| - 1927 - 1º en el Gran Premio de Primero de mayo de Hoboken - 1º en Balgerhoeke - 1º en Maldegem - 1º en Blankenberge - Vencedor de una etapa al Circuito du Midi - 1928 - Campeón de Flandes Oriental - 1º en Balgerhoeke - 1º en Jabbeke - 1º en Waarschoot - 1º en Vichte - 1929 - Campeón de Flandes Oriental - 1º en el Gran Premio Wolber - 1º en la Copa Sels - 1º en el Circuito de Dendre - 1º en Wondelgem - 1º en Brasschaat - 1º en Heusden - 1º en Meire - 1º en Maldegem - 1º en Balgerhoeke - 1º en Harelbeke - 1º en Jabbeke - 1930 - 1º en el Campeonato de Flandes - 1º en el Amberes-Namur-Amberes - 1º en la Bruselas-Oostende - 1º en el Gran Premio de Wanze - 1º en Landegem - 1º en Temse - 1º en Eeklo - 1º en Nederbrakel - 1º en Harelbeke - 1931 - Vencedor de 2 etapas al Tour de Francia y portador del maillot amarillo por un día - Vencedor de 2 etapas a la Vuelta en Bélgica - 1º en el Circuito de París - 1º en el Gran Premio de St.Michel y vencedor de dos etapas - 1º en Overmere - 1º en Brasschaat - 1º en el Critérium de Génova - 1º en Deinze - 1º en Ieper - 1º en Eeklo - 1º en Jabbeke - 1º en Vichte | - 1932 - 1º en el Circuito de las Regiones Flamencas - 1º en el Gran Premio de Timbre Vert a Lier - 1º en el Gran Premio norteño a Ertvelde - 1º en Oedelem - 1º en Zelzate - 1º en Deinze - 1º en Evergem - 1º en Gante - 1º en Gistel - 1º en Bazel Waas - 1º en Temse - 1º en Kruibeke - 1º en Stekene - 1º en Zwijnaarde - 1º en Vichte - 1933 - Campeón de Flandes Oriental - 1º en Monthléry - 1º en el Gran Premio norteño a Ertvelde - 1º en Hemiksem - 1º en St Kruis - 1º en Lochristi - 1º en el Stadsprijs Geraardsbergen - 1º en Hasselt - 1º en Vichte - 1º en Limburgse Dageraad a Sint-Truiden - 1º en Zwijndrecht - 1º en Mere - 1º en Lovaina - 1º en Petegem - 1º en Jabbeke - 1934 - 1º en Sint-Niklaas-Waas - 1º en Vilvorde - 1º en el Critèrium de Aalst - 1º en Mere - 1º en el Stadsprijs Geraardsbergen - 1º en Hamme - 1º en Vichte - 1935 - 1º en Vichte - 1º en las Seis horas de Bruselas |

### Resultados en el Tour de Francia
- 1931. Abandona (12.ª etapa). Vencedor de 2 etapas. Lleva el maillot amarillo durante 1 etapa